# هيلديغارد بيرنس
هيلديغارد بيرنس (بالألمانية: Hildegard Behrens)‏ هي مغنية أوبرا ومغنية ألمانية، ولدت في 9 فبراير 1937 في فارل في ألمانيا، وتوفيت في 18 أغسطس 2009 في طوكيو في اليابان بسبب أم الدم الأبهرية.

## وصلات خارجية
- هيلديغارد بيرنس على موقع IMDb (الإنجليزية)
- هيلديغارد بيرنس على موقع مونزينجر (الألمانية)
- هيلديغارد بيرنس على موقع ميوزك برينز (الإنجليزية)
- هيلديغارد بيرنس على موقع إن إن دي بي (الإنجليزية)
- هيلديغارد بيرنس على موقع أول ميوزيك (الإنجليزية)
- هيلديغارد بيرنس على موقع ديسكوغز (الإنجليزية)
- هيلديغارد بيرنس على موقع قاعدة بيانات الفيلم (الإنجليزية)